# Andrena volka
Andrena volka är en biart som beskrevs av Warncke 1969. Andrena volka ingår i släktet sandbin, och familjen grävbin. Inga underarter finns listade i Catalogue of Life.